# Chironemus microlepis
Chironemus microlepis is een straalvinnige vissensoort uit de familie van chironemiden (Chironemidae). De wetenschappelijke naam van de soort is voor het eerst geldig gepubliceerd in 1916 door Waite.